# Eustrangalis distenioides
Eustrangalis distenioides är en skalbaggsart som beskrevs av Bates 1884. Eustrangalis distenioides ingår i släktet Eustrangalis och familjen långhorningar. Inga underarter finns listade i Catalogue of Life.